# Копенгаген
Копенга́ген (дат. København [kʰøb̥ənˈhaʊ̯ˀn]о файле, до 1906 — Kjøbenhavn, на стародатском: Køpmannæhafn — «торговая гавань»; лат. Hafnia) — столица Датского королевства (Дании) и крупнейший город Дании. Располагается на островах Зеландия, Слотсхольмен и Амагер. Население исторического города составляет чуть более 600 тысяч человек, с пригородами — более 1,3 миллиона жителей.
Управляется обер-бургомистром, шестью бургомистрами и городским советом Копенгагена. Часть города — самопровозглашённый свободный город Христиания находится на частичном самоуправлении.
Город является культурным, экономическим и правительственным центром Дании, одним из крупнейших финансовых центров Северной Европы с копенгагенской фондовой биржей. После завершения строительства Эресуннского моста Копенгаген теснее интегрировался со шведской провинцией Скания и её крупнейшим городом Мальмё, образуя Эресуннский регион.
Копенгагенский университет, основанный в 1479 году, является старейшим университетом в Дании.

## Этимология
В 1043 году на месте современного города упоминается[где?] рыбацкая деревня Хавн (havn — «пристань»), рядом с которой в 1167 году был построен замок. Город, выросший из этой деревни и замка, в 1231 году называли Кьобмансха́вн (Kjobrmannshavn — «купеческая пристань», от kjobmann — «купец, торговец»), а затем Кьобенха́вн (Kjøbenhavn). Современная датская форма названия — Кёбенхавн (København); русскоязычное название «Копенгаген» появилось под влиянием немецкой формы топонима Копенха́ген (Kopenhagen).

## История
На месте Копенгагена в XII веке находилась незначительная деревушка Хавн, которую епископ Абсалон после постройки замка, в 1167 году, превратил в укреплённый город. В 1254 году Копенгаген получил первые городские привилегии. В 1416 году король Эрик Померанский завоевал Копенгаген и в 1433 году сделал его своей резиденцией.
Во время Графской войны Копенгаген выдержал жестокую осаду, а в 1658—1659 годах героически защищался от шведов.
В 1728 году Копенгагенский пожар уничтожил более четверти городских построек.

### XIX век
В 1807 году Копенгаген сильно пострадал от бомбардировки англичан, а шестью годами ранее в виду города произошла знаменитая морская баталия.
На месте старых укреплений, от которых сохранилась только цитадель Кастеллет, разбиты бульвары, к которым примыкают быстро разрастающиеся предместья (Вестербро, Нёрребро и Эстербро), в последние годы почти слившиеся с городом. В хозяйственном отношении одно целое с городом составляют также Фредериксберг на западе (46 954 жителя), Утерслев на северо-западе (2596 жителей) и Зундбьерне на острове Амагере (13310 жителей). Копенгаген укреплён сильными морскими фортами.

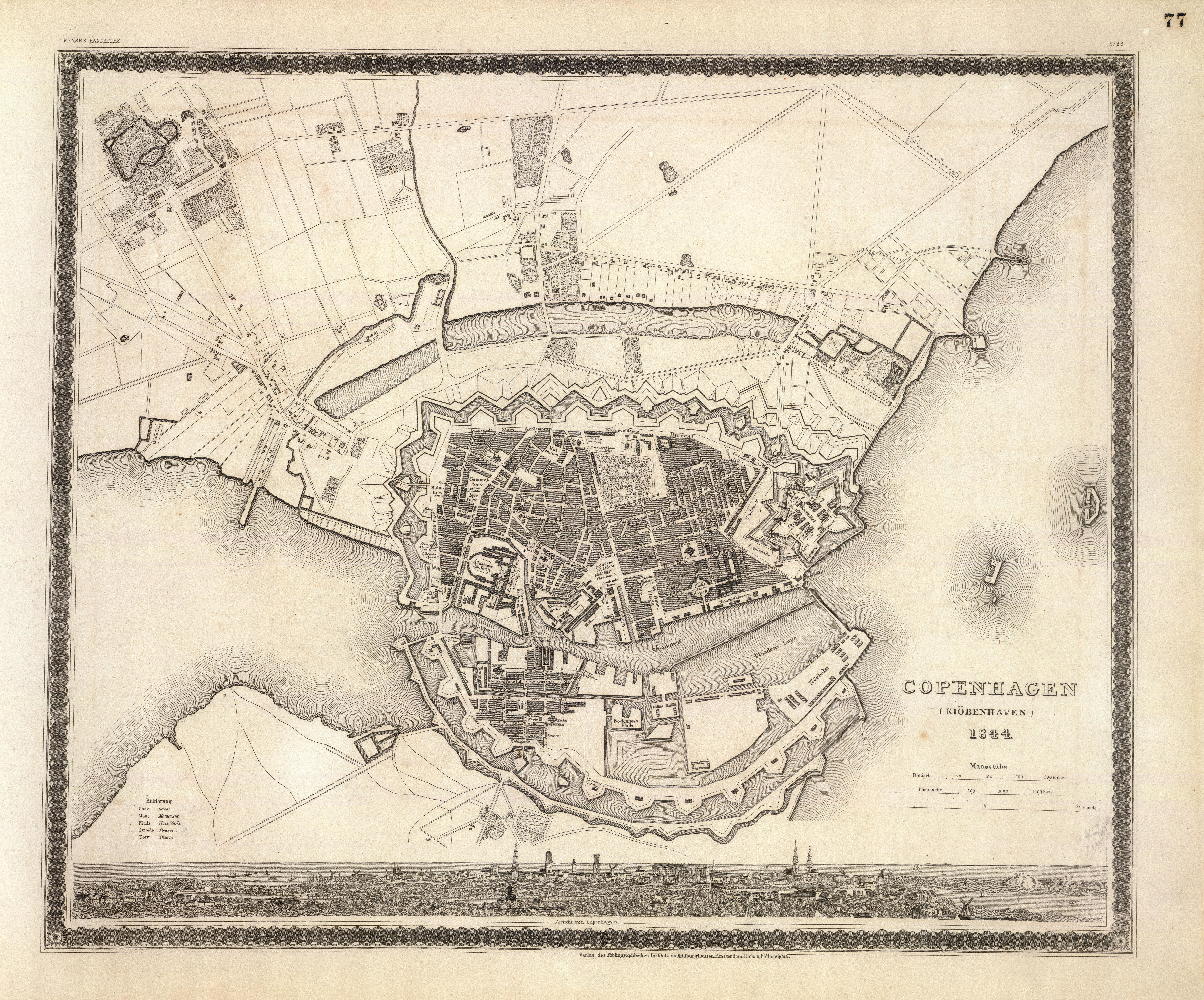
Карта Копенгагена, 1844 г.

Несмотря на бедствия начала XIX века, Копенгаген пережил период интенсивного культурного творчества, известного как «Золотой век» Дании.

### XX век
К началу XX века Копенгаген стал процветающим промышленным и административным городом. После строительства новой ратуши и железнодорожного вокзала центр переместился на запад. Северная часть Амагера и Велби также были включены в Копенгаген в 1901—1902 годах. В результате нейтралитета Дании во время Первой мировой войны Копенгаген процветал от торговли как с Великобританией, так с Германией, а город защищали приблизительно 40 000 солдат на время войны.
В 1920-х жители испытывали значительный недостаток товаров и жилых домов. Были планы снести старую часть Кристиансхавна и избавиться от худших городских трущоб. Тем не менее только в 1930-х последовали существенные жилищные строительства, с разрушением одной стороны улицы Torvegade в Кристианхавне, чтобы построить 5 больших жилых домов.

### XXI век
В 2013 году Копенгаген занял первое место в рейтинге наиболее подходящих для проживания городов мира, составленном британским журналом Monocle.

## Население
Копенгаген — самый населённый город в Дании и один из крупнейших в скандинавских странах. Копенгагенский Муниципалитет в основном городе — 591 481 житель (с 1 января 2016). В 1990-х и первом десятилетии XXI века произошёл демографический взрыв, в основном из-за иммиграции в Данию.

## Административное деление
| Городские округа | Другие зоны                      |                                      |
| --- | -------------------------------- | ------------------------------------ |

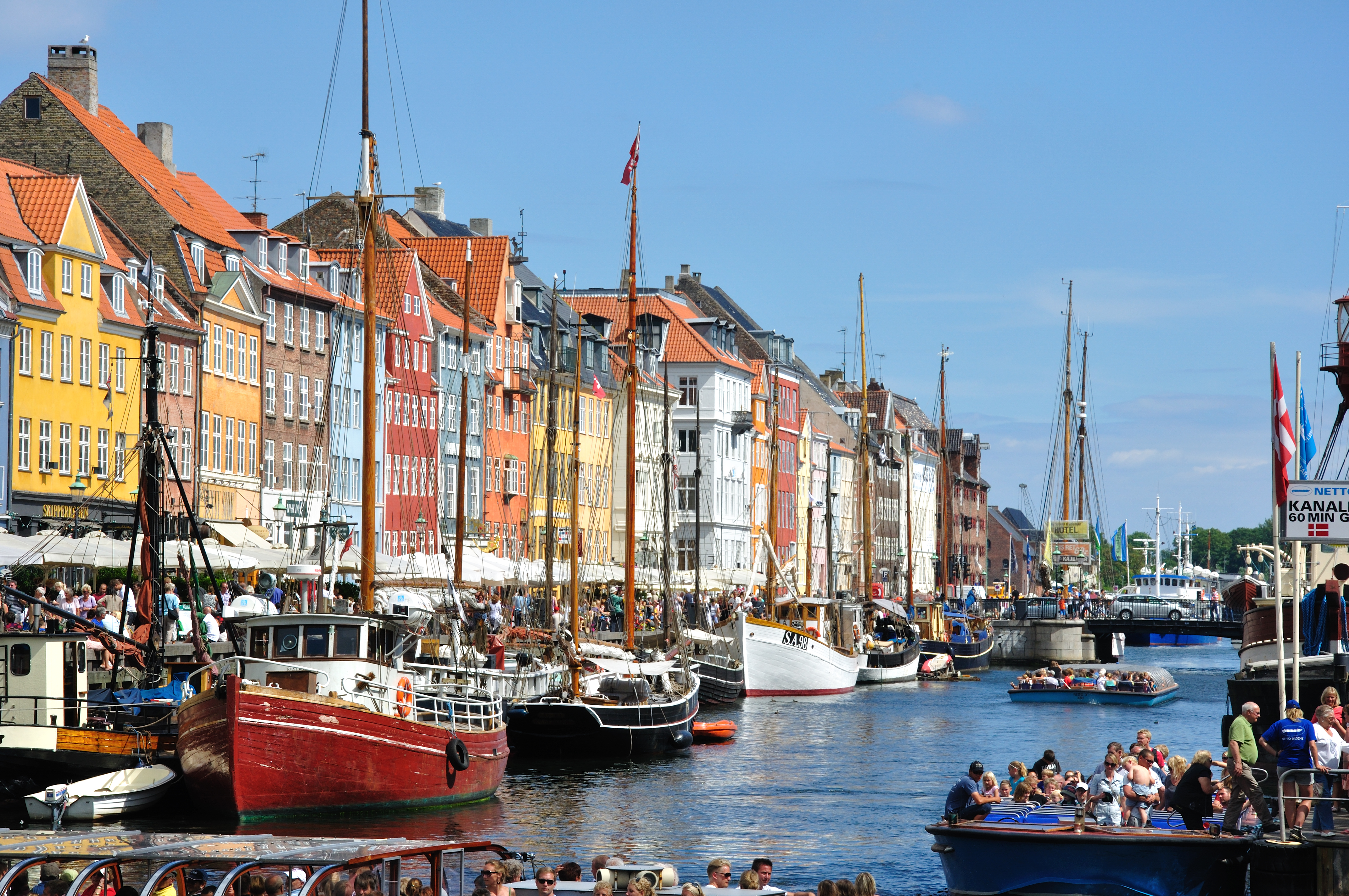
Индре Бю

| 1. Индре Бю (Центр города) (расположен на островах Зеландия и Амагер, район Кристанхаун, в том числе Свободный город Христиания, Холмер) 2. Эстербро 3. Нёрребро 4. Вестербро 5. Вальбю 6. Ванлёсе 7. Брёнсхёй-Хусум, в том числе Тинбъерг 8. Биспебъерг 9. Амагер Эст 10. Амагер Вест, в том числе Эрестад | - Фредериксберг (Город в городе) | Административное деление Копенгагена |

Историческим центром Копенгагена является остров Слотсхольмен.

## Климат
Климат города — умеренный морской. Для климата Копенгагена характерны очень небольшие годовые колебания температуры. Лето весьма прохладное, зима очень мягкая.
| Показатель                                      | Янв.  | Фев.  | Март | Апр.  | Май  | Июнь | Июль | Авг. | Сен. | Окт. | Нояб. | Дек.  | Год   |
| ----------------------------------------------- | ----- | ----- | ---- | ----- | ---- | ---- | ---- | ---- | ---- | ---- | ----- | ----- | ----- |
| Абсолютный максимум, °C                         | 11,2  | 15,8  | 20,8 | 28,0  | 32,4 | 34,8 | 35,6 | 34,8 | 32,4 | 24,4 | 17,2  | 12,1  | 35,6  |
| Средний суточный максимум, °C                   | 3,3   | 3,6   | 6,6  | 11,8  | 16,6 | 19,7 | 22,2 | 21,8 | 17,5 | 12,6 | 7,6   | 4,4   | 12,1  |
| Средняя температура, °C                         | 1,3   | 1,5   | 3,5  | 7,7   | 12,5 | 15,5 | 18,1 | 17,7 | 14,0 | 9,7  | 5,5   | 2,5   | 9,1   |
| Средний суточный минимум, °C                    | −1    | −0,6  | 0,6  | 4,2   | 8,6  | 12,0 | 14,4 | 14,2 | 11   | 7,2  | 3,3   | 0,3   | 6,2   |
| Абсолютный минимум, °C                          | −27,6 | −25,5 | −21  | −16,5 | −6,6 | 0,4  | 0,1  | 0,0  | −3,2 | −8,8 | −18,4 | −22,9 | −27,5 |
| Норма осадков, мм                               | 53    | 36    | 42,2 | 36,6  | 50   | 64   | 61   | 66   | 62   | 63,3 | 56,6  | 55,5  | 646,6 |
| Температура воды, °C                            | 5     | 4     | 5    | 8     | 12   | 15   | 16   | 17   | 15   | 12   | 8     | 5     | 10    |
| Источник: Погода и Климат, Туристический портал |       |       |      |       |      |      |      |      |      |      |       |       |       |

| Показатель                        | Янв. | Фев. | Март | Апр. | Май  | Июнь | Июль | Авг. | Сен. | Окт. | Нояб. | Дек. | Год   |
| --------------------------------- | ---- | ---- | ---- | ---- | ---- | ---- | ---- | ---- | ---- | ---- | ----- | ---- | ----- |
| Средний суточный максимум, °C     | 2,7  | 2,8  | 6,7  | 12,2 | 16,8 | 19,8 | 22,7 | 21,8 | 18,2 | 12,7 | 8,2   | 4,7  | 12,4  |
| Средняя температура, °C           | 1,1  | 0,9  | 3,8  | 8,2  | 12,6 | 15,8 | 18,7 | 18,0 | 14,9 | 10,4 | 6,5   | 3,1  | 9,5   |
| Средний суточный минимум, °C      | −0,5 | −0,9 | 0,8  | 4,2  | 8,5  | 11,8 | 14,7 | 14,3 | 11,7 | 8,0  | 4,9   | 1,6  | 6,6   |
| Среднее число дней с осадками     | 21,6 | 16,7 | 12,3 | 13,4 | 9,3  | 12,2 | 15,5 | 18,4 | 18,2 | 21,8 | 21,8  | 20,9 | 202,2 |
| Среднее число дней с заморозками  | 14,5 | 15,4 | 11,4 | 2,4  | 0,2  | 0,0  | 0,0  | 0,0  | 0,0  | 0,7  | 2,8   | 8,5  | 56,0  |
| Источник: www.weatheronline.co.uk |      |      |      |      |      |      |      |      |      |      |       |      |       |

## Достопримечательности

Всемирно известный символ города — статуя Русалочки

### Главные церкви
- Церковь Спасителя, с башней в 90 метров высоты
- Церковь Богоматери, разрушенная англичанами в 1807 году во время бомбардировки и в 1811—1829 годах вновь отстроенная Ганзеном в стиле базилики, с колоннадой и знаменитыми произведениями Торвальдсена (Христос, 12 апостолов)
- Церковь Фредерика
- Церковь Грундтвига
- Православная церковь Александра Невского

### Дворцы, замки и парки

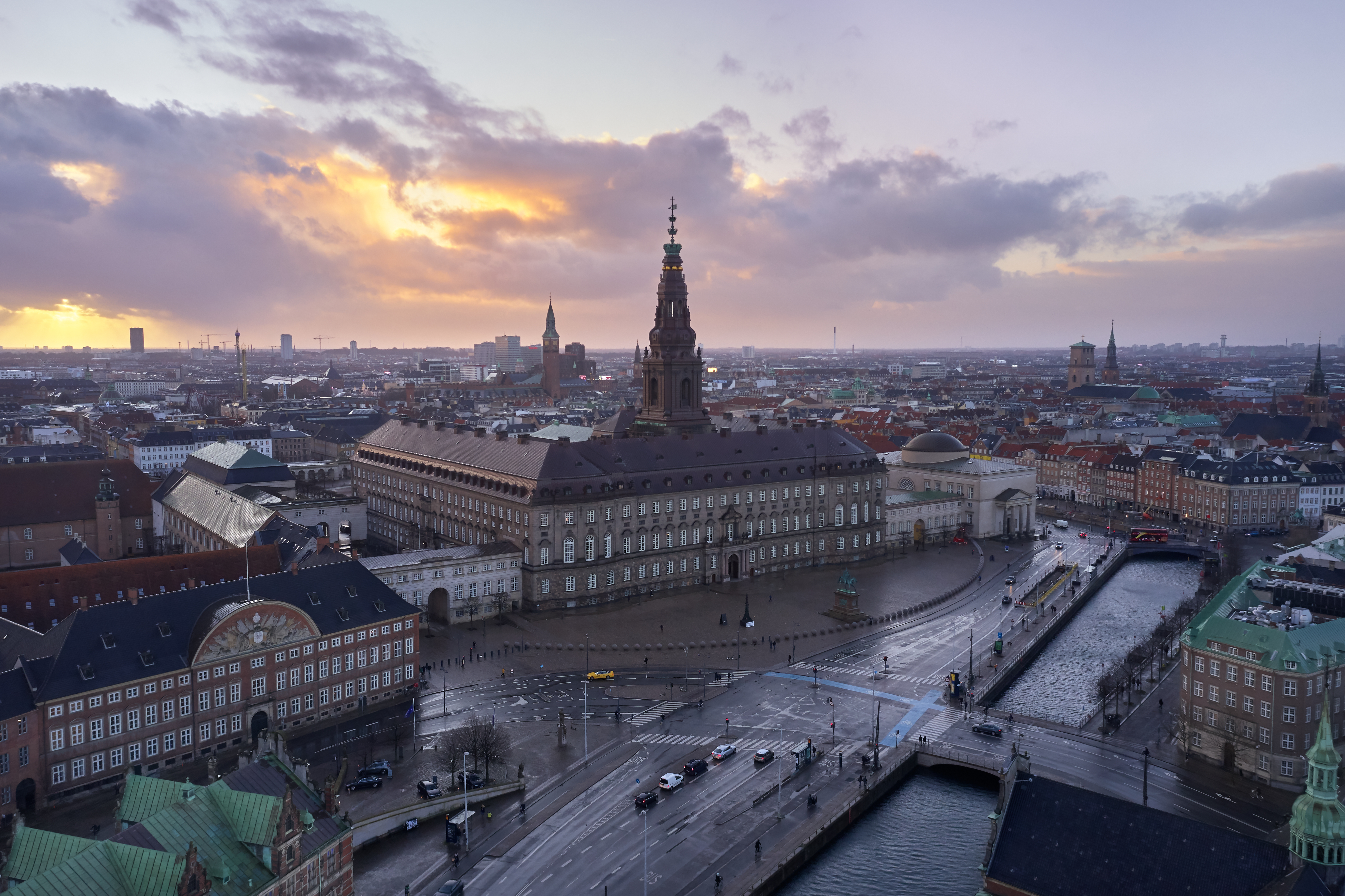
Христиансборг (здание парламента)

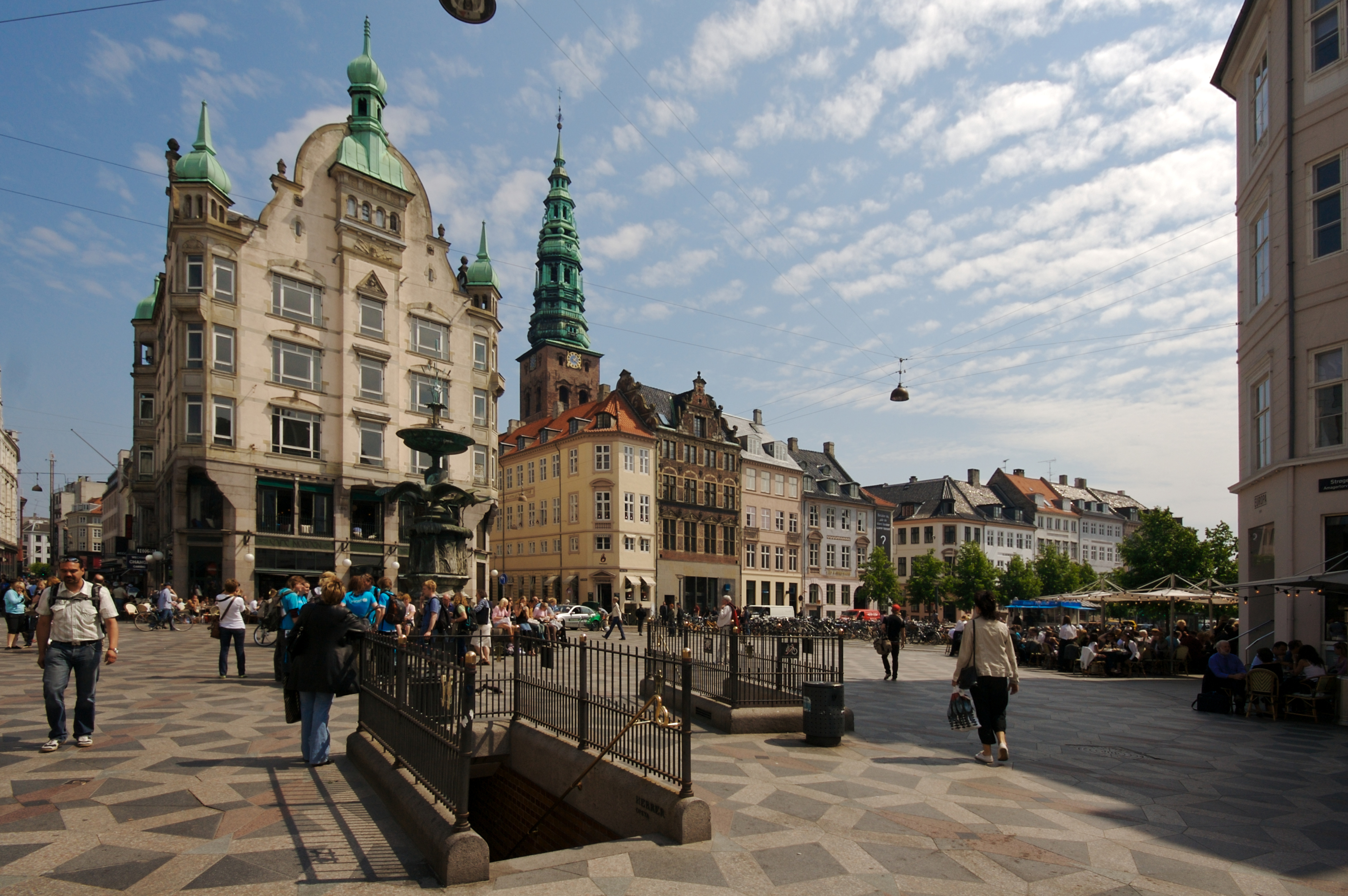
Пешеходная улица Строгет

Дворцы: бывшая королевская резиденция Христиансборг (сгорела в 1884 году; сохранилась только дворцовая церковь и спасена картинная галерея, затем была перестроена в здание парламента); Амалиенборг (зимняя резиденция), в стиле Людовика XV; Розенборг (в стиле нидерландского ренессанса), с парком и статуей Ханса Кристиана Андерсена. Примечательны также здания университета (с историческими фресками), отель «Бристоль», биржи Бёрсен (в стиле нидерландского ренессанса), ратуши, художественного музея. В центре города рядом с центральным вокзалом расположен парк Тиволи. На севере от Копенгагена, в Клампенборге, находится парк развлечений Баккен. Парк был открыт в 1583 году. Полное название парка — Dyrehavsbakken — переводится как «Олений парк на холму». Вход в парк бесплатный.
В окрестностях Копенгагена располагаются королевские замки Бернсторф и Фреденсборг (резиденции датских монархов), Датская королевская фарфоровая мануфактура. На западе от города — Фредериксборг.

### Музеи
Государственный музей искусств (Statens Museum for Kunst) был построен в 1889—1896 годах архитектором В. Далерупом. Здесь хранятся старинные (начиная с XII века) и современные произведения искусства. В музее представлены работы Рубенса, Рембрандта, Брейгеля, Матисса, Лукаса Кранаха, Филиппо Липпи и многих других. Здесь же хранится одна из лучших коллекций датской живописи — Кристоффер Вильхельм Эккерсберг, Анна и Михаэль Анхер, Константин Хансен. Основу музея составила коллекция короля Кристиана IV, который первым из датских монархов начал формировать собственную коллекцию картин.
Национальный музей Дании (Nationalmuseet) — крупнейший культурно-исторический музей Дании. Открыт в 1892 году. Его коллекция, содержащая большое количество экспонатов, иллюстрирует историю Дании и соседних северных стран с доисторических времён. В античном разделе представлены результаты раскопок в Египте, Греции и Риме. Здесь можно увидеть одежду и орудия инуитов, рунические камни, предметы из средневековых церквей
Музей Торвальдсена (Thorvaldsens Museum) — уникальное собрание работ знаменитого датского скульптора Бертеля Торвальдсена (1770—1844).
Выставочный центр современного искусства «Николай» расположен в центре города, принадлежит городским властям Копенгагена. Регулярно экспонируются выставки датских и зарубежных художников и скульпторов.
Глиптотека Ню Карлсберг (Ny Carlsberg Glyptotek) известна своей обширной коллекцией произведений искусства Древнего Египта, стран Востока, а также Греции и Италии. Ядро собрания составляют скульптуры античного периода. Значителен отдел этрусков. Представлена французская живопись XIX века (Дега, Ренуара, Сислея, Сезанна, К. Моне; рисунки Шагала, Кандинского; литографии Пикассо; 36 полотен Гогена, который несколько лет жил в Дании), коллекция православных икон, живопись и скульптура Дании Золотого века. Музей вырос из коллекции скульптур (глиптотека), подаренных городу Карлом Якобсеном, основателем пивоварни «Ню Карлсберг», и построен по проекту архитектора В. Далерупа. Открыт в 1897 году. 

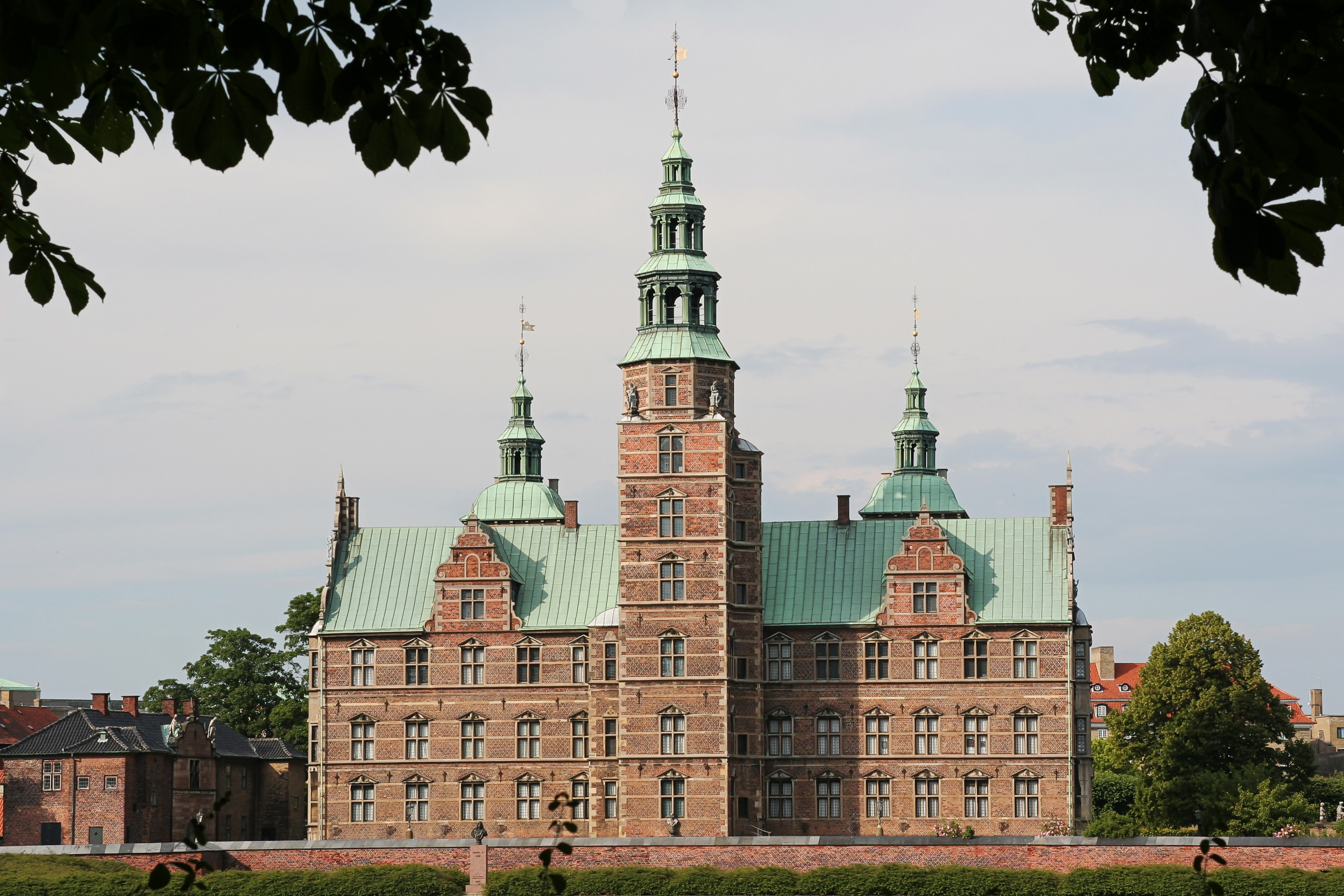
Замок Розенборг (XVII век)

Замок Розенборг (Rosenborg Slot) — единственный дворец эпохи короля Кристиана IV (1577—1648 годы), сохранившийся без изменений с момента завершения строительства в 1633 году. Здесь выставлена богатейшая коллекция драгоценностей и украшений датской королевской семьи, собрание королевского фарфора и серебра.
Собрание Хиршпрунга (Hirschsprungske Samling) — одна из лучших коллекций датского искусства XIX в., обязанная своим существованием датскому табачному магнату Генриху Хиршпрунгу (1836—1908)
Музей Ордрупгард (Ordrupgaard Museum) — небольшая, но первоклассная коллекция французских импрессионистов (Мане, Писсарро, Дега, Гоген). Музей находится в северной части Копенгагена в старом особняке, достроенном британо-иракским архитектором Захой Хадид.
Датский королевский морской музей (Orlogsmuseet) — музей, посвящённый истории датского королевского военно-морского флота, выросший из собрания моделей кораблей, основанного в конце XVII века.
Музей восковых фигур Луи Тюссо — здесь представлено более 200 восковых фигур, залы королей, политиков и государственных деятелей XX века, художников, музыкантов, есть галерея сказочных персонажей и подвалы ужасов. В 1885 году Бенхард Ольсен, бывший до этого директором парка Тиволи, открыл первый музей восковых фигур в Дании. Он просуществовал около 20 лет, но был закрыт, так как публика потеряла к нему интерес. Нынешний музей был открыт в 1974 году.
Музей эротики был основан в 1992 году кинопроизводителем и фотографом Олом Еджем и Кимом Райсфелдт-Клаузеном. В 1994 году музей эротики был перемещён в одно из красивейших зданий улицы Строгет в центре Копенгагена и находится там по сей день. Музей эротики в Копенгагене повествует о развитии эротики в разные эпохи с помощью представленных экспонатов — это картины, открытки, фотографии, журналы, скульптуры, видеофильмы, секс-игрушки и масса других любопытных вещей. Здесь выставлены и экспонаты, рассказывающие об интимной жизни знаменитых людей, таких как Х. К. Андерсен, Мерилин Монро и других. Закрыт весной 2010 года.

### Театры

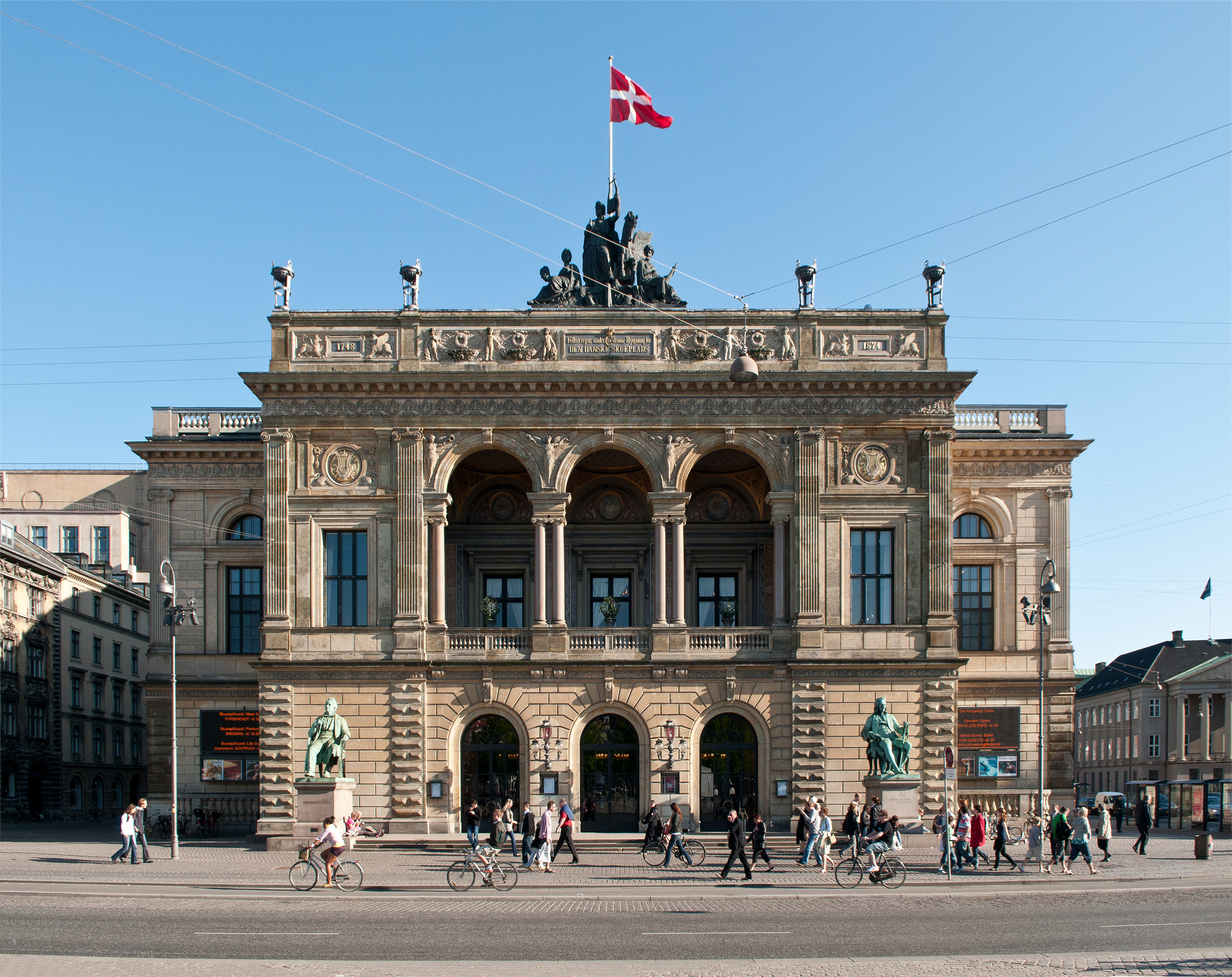
Королевский театр Дании

- Королевский театр (Det Kongelige Teater) — крупнейший театр Дании, основанный в XVIII веке и являющийся первым национальным театром[20].
- Новый театр (Det Ny Teater) — драматический театр, открытый 19 сентября 1908 года.
- Оперный театр (Operaen på Holmen) — один из новейших и самых дорогостоящих оперных театров в мире[20]. Находится в ведении Королевского театра Дании.
- Театральный Дом (Skuespilhuset) — драматический театр в ведении Королевского театра Дании.

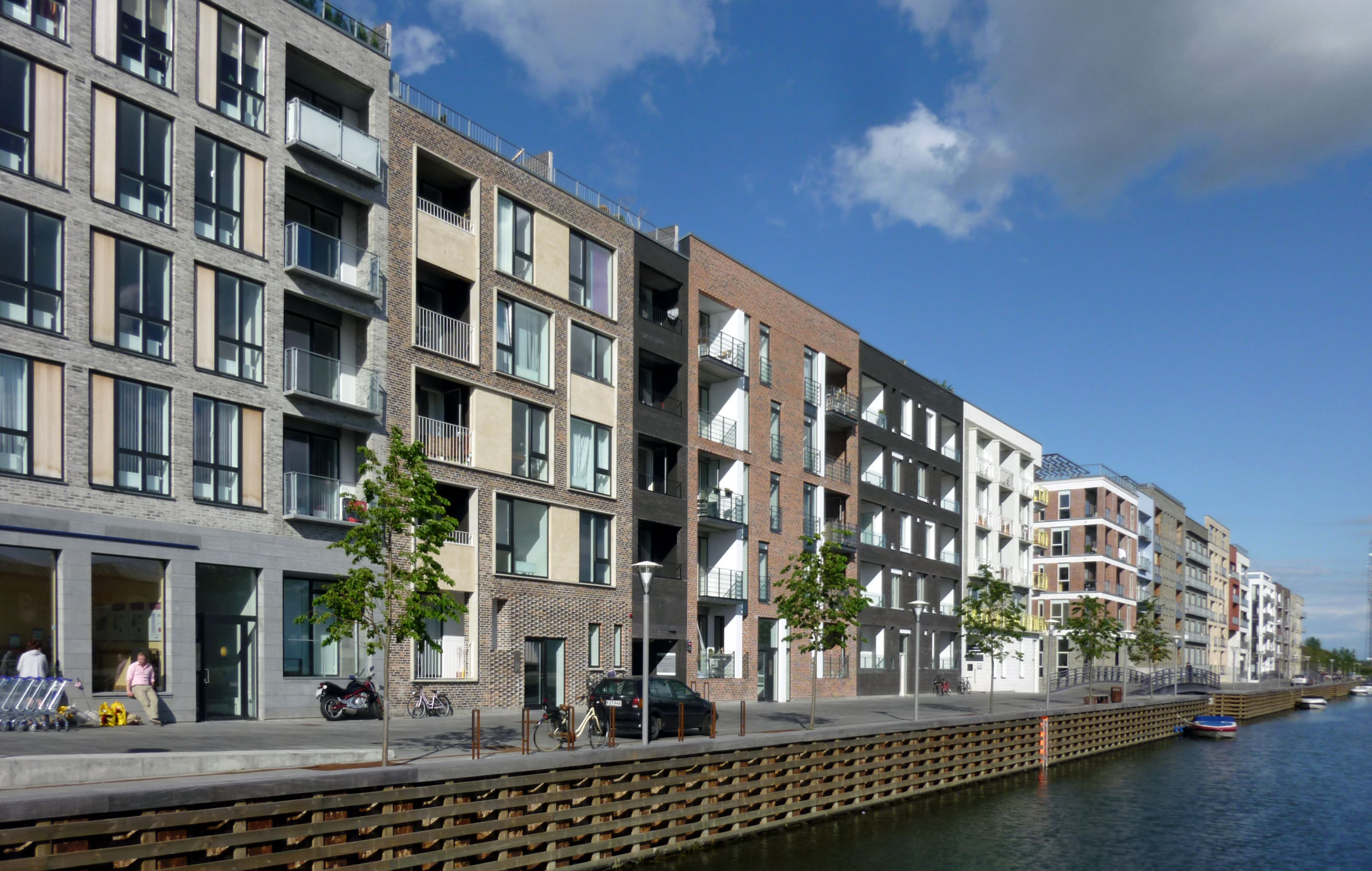
Слусехольмен
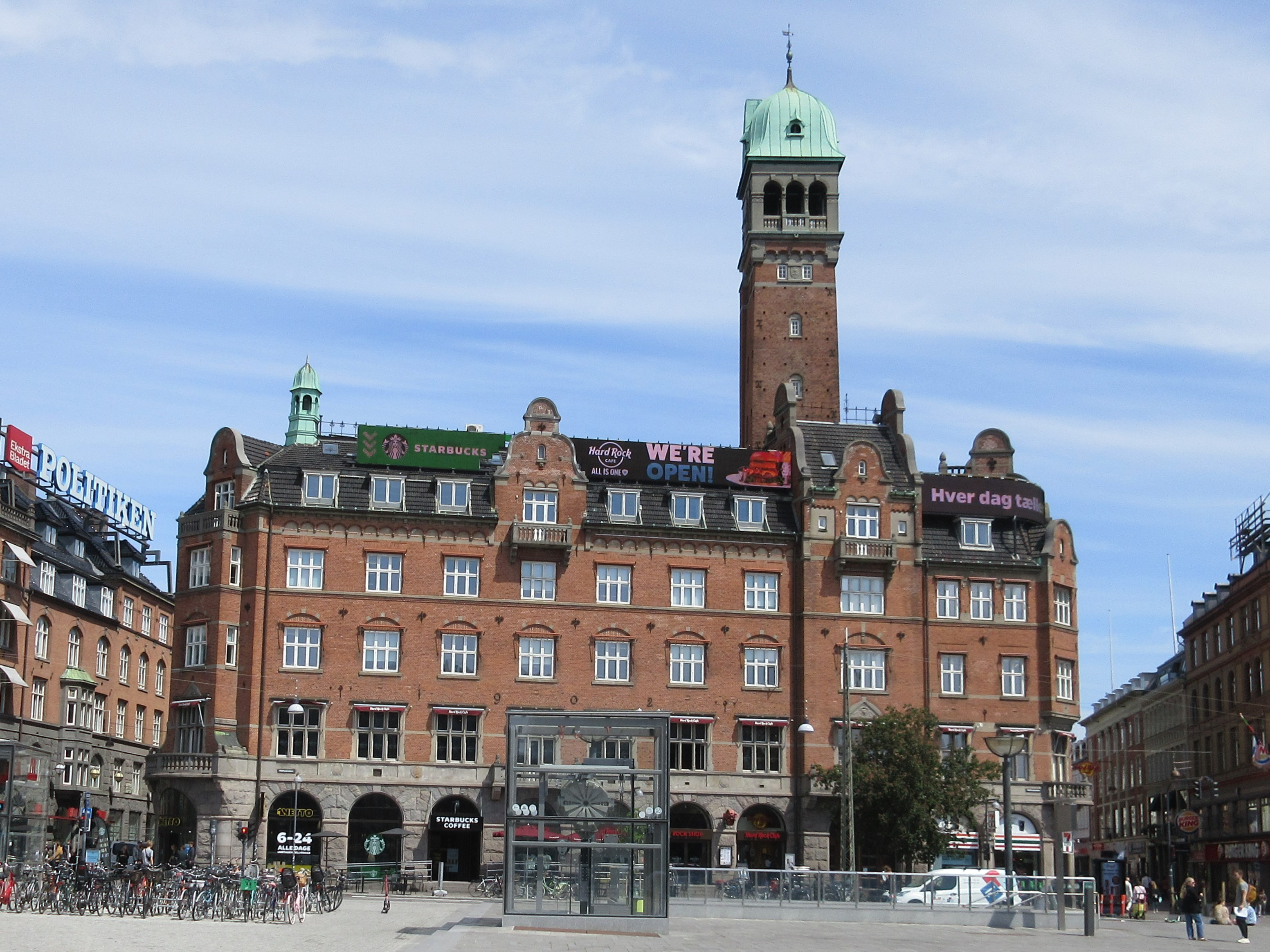
Отель Bristol
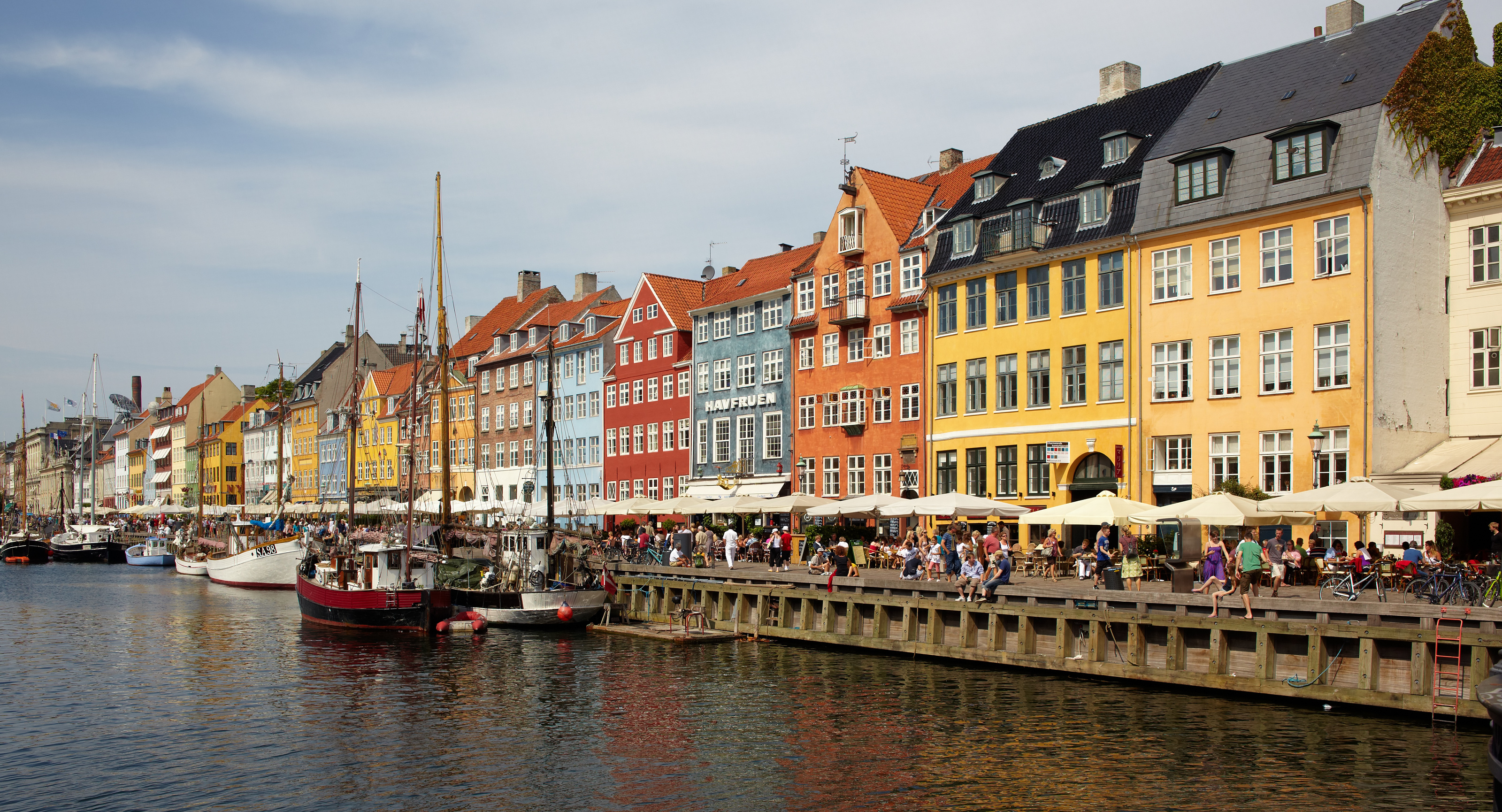
Нюхавн

## Музыка
В 1964, 2001 и 2014 годах Копенгаген был выбран городом проведения конкурса песни Евровидение.
В 2003 году в Копенгагене прошёл первый конкурс Детского Евровидения.
В 2005 году в Копенгагене прошло шоу Congratulations, посвящённое 50-летию конкурса Евровидение.
С 2010 года в городе проводится ежегодный опен-эйр фестиваль тяжёлой музыки Copenhell.

## Образование
- Копенгагенский университет был основан в 1479 году и стал одним из первых на севере Европы. Среди зданий университета выделяется Круглая башня, где с 1642 года располагается астрономическая обсерватория.
- Датская королевская академия изящных искусств — высшее учебное заведение, основано в 1754 году.
- Королевская библиотека Дании.

## Экономика
Копенгаген является крупным экономическим и финансовым центром Дании. Экономика города основана в основном на сфере услуг и торговле. Статистические данные за 2010 год показывают, что подавляющее большинство из 350 000 работников в Копенгагене заняты в сфере услуг, прежде всего транспорте и связи, торговле и финансах, в то время как меньше чем 10 000 работают в обрабатывающей промышленности. С 2006 по 2011 гг. экономика страны выросла на 2,5 % в Копенгагене, в то время как в остальной части Дании упала примерно на 4 %.
Несколько финансовых учреждений и банков имеют штаб-квартиры в Копенгагене, в том числе Alm. Brand, Danske Bank, Nykredit и Nordea Bank Danmark. Копенгагенская фондовая биржа (CSE) была основана в 1620 году и в настоящее время принадлежит OMX. Копенгаген также является домом для ряда международных компаний, в том числе A. P. Moller-Maersk Group, Novo Nordisk, Carlsberg и Novozymes. Городские власти поощряют развитие бизнес-кластеров в нескольких инновационных секторах, к которым относятся информационные технологии, биотехнологии, фармацевтика, экологически чистых технологий и решений «умного города».
Биология является одним из важнейших секторов с огромной научно-исследовательской деятельностью.
Судоходство является ещё одним импортным сектором с «Maersk», крупнейшей в мире судоходной компанией, имеющей свои штаб-квартиры в Копенгагене. В городе есть промышленная гавань, Копенгагенский порт. После десятилетий застоя он пережил возрождение с 1990 года, после слияния с портом Мальмё. Оба порта находятся в ведении Copenhagen Malmö Port (СМР).
Копенгаген имеет одни из самых высоких зарплат в мире. Высокие налоги означают, что заработная плата снижается после обязательного удержания. Тем не менее он также является одним из самых дорогих городов в мире.

## Транспорт

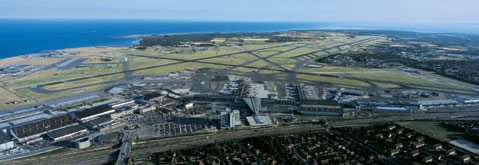
Копенгагенский аэропорт, Каструп

Копенгаген — крупный транспортный узел в Северной Европе. Октябрь 2013 года стал рекордным месяцем с 2,2 миллиона пассажиров, а в ноябре 2013 рисунки показывают, что количество пассажиров растёт примерно на 3 % ежегодно, на 50 % больше, чем в среднем по Европе.
В городе действуют метрополитен и два международных аэропорта (Каструп и Роскилле). На городских магистралях проложены велосипедные дорожки. Ежедневно для поездок на работу или учёбу около 50 % копенгагенцев используют велосипед.
С 1863 по 1972 годы в городе действовал трамвай (первоначально конка), а с 1907 по 1971 годы — троллейбус. Начиная с 1993 года в городе какое-то время ходили дуобусы, но их эксплуатация не была признана успешной.
Копенгаген имеет обширную сеть автодорог, включая магистрали, соединяющие город с другими частями Дании и Швеции по Эресуннскому мосту. Копенгаген также имеет ежедневное паромное сообщение в Осло в Норвегии. В 2012 году Копенгагенская гавань обработала 372 круизных судов и 840 000 пассажиров.
Из Копенгагена отходят постоянные теплоходные рейсы в Лиепаю, в главные порты Германии, Швеции, Норвегии, Англии, Франции, Средиземного и Чёрного морей, а также в Нью-Йорк.

## Спорт

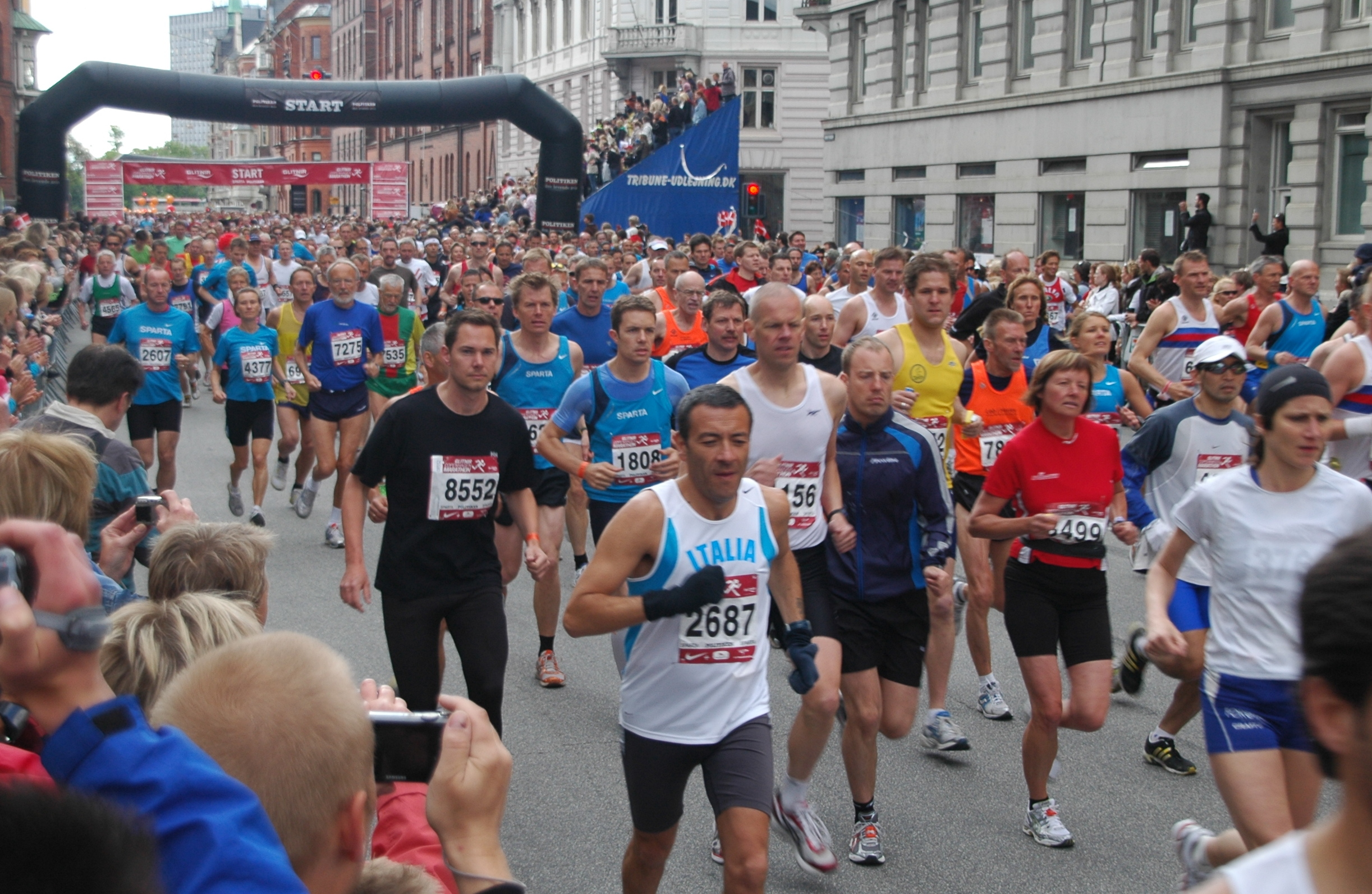
Копенгагенский марафон, 2008 год.

В Копенгагене базируются сильнейшие спортивные клубы страны. Футбольные команды «Копенгаген» (выступает на стадионе «Паркен») и «Брондбю» (выступает на одноимённом стадионе) по 10 раз выигрывали национальный чемпионат. В пригородах столицы расположены ещё несколько футбольных клубов.
Одним из наиболее популярных командных видов спорта в Дании является гандбол, и в Копенгагене выступают ведущие мужские и женские клубы страны. Клубы, играющие в «высших» лигах — Аякс, Идун и ХИК (Хеллеруп). Есть здесь и команды по регби, хоккею с шайбой (старейший клуб был основан ещё в 1869 году).
Ежегодный Копенгагенский марафон проходит в городе с 1980 года. Пять раз Копенгаген принимал чемпионаты мира по шоссейным велогонкам (1931, 1937, 1949, 1956 и 2011). Неоднократно город принимал и чемпионаты мира по трековым велогонкам, в 2002 и 2010 годах это соревнование проходило в пригороде столицы, в Баллерупе, на мультиспортивной «Баллеруп Супер Арене». В Копенгагене также проходили чемпионаты мира и Европы по таким видам спорта как бадминтон, тхэквондо, фехтование, гандбол (в 2015 году в городе проходил чемпионат мира по гандболу среди женщин), художественная гимнастика.

## В науке
В честь Копенгагена назван астероид (362) Гафния, открытый в 1893 году, а также химический элемент гафний, открытый в 1923 году.